# Epitausa pavescens
Epitausa pavescens är en fjärilsart som beskrevs av Butler 1879. Epitausa pavescens ingår i släktet Epitausa och familjen nattflyn. Inga underarter finns listade i Catalogue of Life.